# Robin Beard

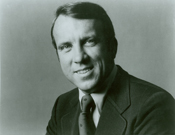
Robin Beard

Robin Leo Beard Jr. (* 21. August 1939 in Knoxville, Tennessee; † 16. Juni 2007 in Charleston, South Carolina) war ein US-amerikanischer Politiker. Zwischen 1973 und 1983 vertrat er den Bundesstaat Tennessee im US-Repräsentantenhaus.

## Werdegang
Robin Beard besuchte die Montgomery Bell Academy in Nashville und studierte danach bis 1961 an der Vanderbilt University. Zwischen 1962 und 1965 war er Mitglied des Marine Corps, in dem er den Rang eines Oberleutnants erreichte. Danach gehörte er der Reserve dieser Truppe an. Zwischen 1970 und 1972 war Beard Staatsbeauftragter der Regierung von Tennessee für Personalangelegenheiten.
Politisch wurde Beard Mitglied der Republikanischen Partei. 1972 war er Delegierter zur Republican National Convention in Miami Beach, auf der Präsident Richard Nixon zur Wiederwahl nominiert wurde. Im gleichen Jahr nahm er auch am regionalen republikanischen Parteitag in Tennessee teil. Bei den Kongresswahlen des Jahres 1972 wurde Beard im sechsten Wahlbezirk seines Staates in das US-Repräsentantenhaus in Washington, D.C. gewählt, wo er am 3. Januar 1973 die Nachfolge von William Anderson antrat. Nach vier Wiederwahlen konnte er bis zum 3. Januar 1983 fünf Legislaturperioden im Kongress absolvieren. In diese Zeit fielen unter anderem das Ende des Vietnamkrieges und die Watergate-Affäre.
1982 verzichtete Beard auf eine weitere Kandidatur für das US-Repräsentantenhaus. Stattdessen strebte er einen Sitz im US-Senat an, doch er unterlag dem demokratischen Amtsinhaber Jim Sasser mit 38:62 Prozent der Stimmen. In den Jahren 1984 bis 1987 sowie nochmals von 1992 bis 1995 war er einer der stellvertretenden NATO-Generalsekretäre in Brüssel. Danach wurde er Leiter einer Import-Export-Firma. Der mit Catherine Beard verheiratete Politiker starb am 16. Juni 2007 an einem Gehirntumor.